# Brigita Zlámalová
Brigita Zlámalová (* 6. května 1971 Praha) je bývalá dětská filmová herečka, později televizní hlasatelka a moderátorka.

## Životopis
V televizních dětských rolích se objevovala do svých třinácti let. Studovala na gymnáziu Jana Nerudy v Praze, ve čtvrtém ročníku se vdala a porodila dceru Natálku, mladé manželství se záhy rozpadlo, zůstala rozvedená. Během rodičovské dovolené v roce 1990 vyhrála konkurs na programovou hlasatelku Československé televize, kde zůstala do roku 1994, následující čtyři roky pracovala jako moderátorka Prima TV, od roku 1998 je ve svobodném povolání, od 1996 jako moderátorka společenských akcí spolupracuje s kosmetickou firmou Oriflame, po roce 2001 píše do časopisů módního životního stylu, od roku 2005 žije v Los Angeles.